# 穆索里
穆索里（按印度文मसूरी應譯為“摩蘇里”）是一个山中避暑地，位于印度北阿坎德邦喜马拉雅山脉山脚下。位于该州首府德拉敦以北35公里，首都新德里以北290公里。

## 地理
穆索里平均海拔1,880（6,170英尺），最高点高度超过2,290（7,510英尺）。动植物种类丰富。

## 历史
1901年，穆索里的人口已增长到6,461，在夏季上升到15000人。1900年，德拉敦开通铁路，交通变得便捷。

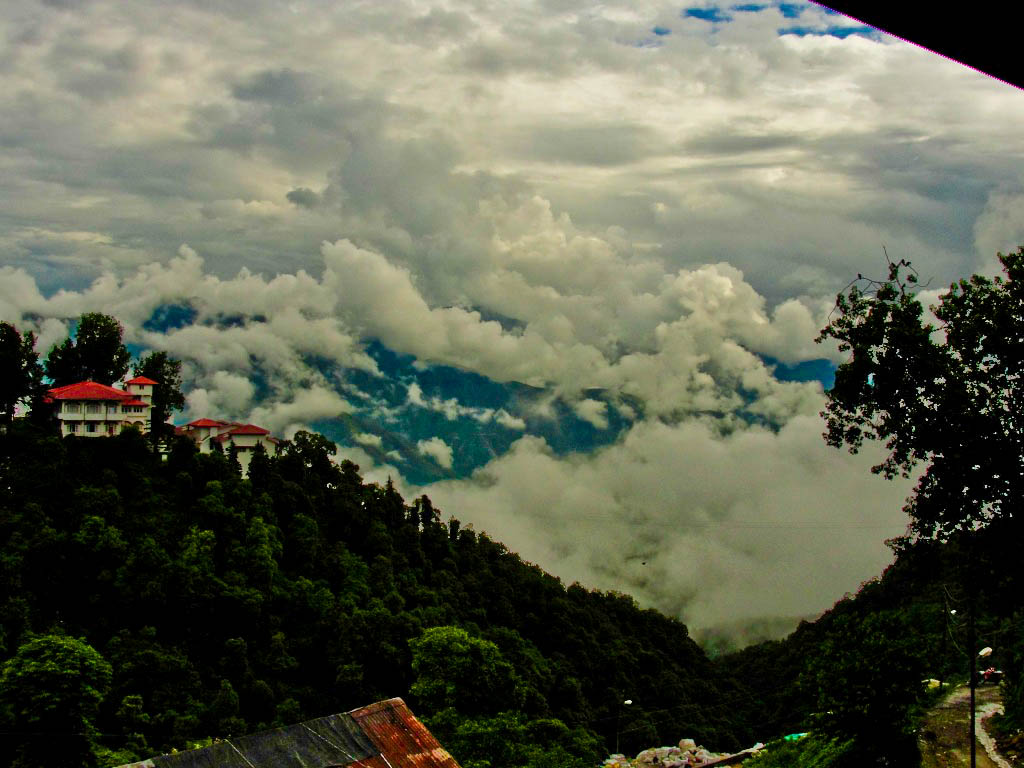

## 人口
根据2001年印度人口统计，穆索里的人口为26,069，男性占56%，女性占44%，识字率86%，高于全国平均水平（59.5%）。10%的人口小于6岁。住在穆索里的西藏人约有5000。